# Бяла (община в област Русе)
Вижте пояснителната страница за други значения на Бяла.
Община Бяла се намира в Северна България и е една от съставните общини на област Русе.

## География

### Географско положение, граници, големина
Общината се намира в южната част на област Русе. С площта си от 352,032 km2 заема 4-то място сред 8-те общини на областта, което съставлява 12,16% от територията на областта. Границите ѝ са следните:
- на север – община Ценово и община Борово;
- на североизток – община Две могили;
- на югоизток – община Попово, област Търговище;
- на юг – община Стражица, област Велико Търново;
- на югозапад – община Полски Тръмбеш, област Велико Търново.

### Природни ресурси

#### Релеф
Територията на община Бяла се намира на границата между западната част на Източната Дунавска равнина и източната част на Средната Дунавска равнина, като условната граница преминава между град Бяла на запад и селата Бистренци и Пет кладенци на изток. Релефът на общината е равнинен на запад и хълмист в централната и източната част. В крайните югоизточни райони на общината се простират най-западните разклонения на Поповските височини. В тях, на североизток от село Лом Черковна, на границата с община Попово се намира максималната височина на община Бяла и на цялата област Русе – 430,4 m. Западно от село Ботров, в коритото на река Янтра, е най-ниската ѝ точка – 28 m н.в.

#### Води
В западната част на общината, от юг на север, покрай селата Полско Косово, Стърмен и Ботров и общинския център град Бяла, на протежение от около 27 km протича част от долното течение на река Янтра. Десният бряг на реката е стръмен, а левият широк и полегат, зает от обширни обработваеми земи. В източната част, през селата Дряновец и Копривец преминава част от средното течение на река Баниски Лом (ляв приток на Черни Лом, лява съставяща на Русенски Лом). Нейната долина до село Копривец е дълбока спрямо околния терен, но много широка. След селото и по-нататък в община Две могили долината ѝ придобива каньоновиден характер. В нея отдясно при село Копривец се влива най-големият ѝ приток – река Каяджик, цялото течение на която е в пределите на община Бяла.
В общината има изградени няколко язовира, водите на които се използват основно за напояване на земеделските земи. По-големи от тях са: „Баниска“ (на река Баниски Лом), „Бойка“ (на река Каяджик), „Кърча“ и „Тифчева гора“ (южно от село Бистренци), „Карашлъка“ (югозападно от село Пейчиново) и др.

### Населени места
Общината се състои от 11 населени места. Списък на населените места, подредени по азбучен ред, население и площ на землищата им:
| Населено място | Пребр. на населението през 2021 г. | Площ на землището (в км2) | Забележка (старо име) | Населено място | Пребр. на населението през 2021 г. | Площ на землището (в км2) | Забележка (старо име) |
| Бистренци      | 258                                | 23,012                    | Гьол бунар            | Лом Черковна   | 343                                | 29,224                    | Бойка                 |
| Босилковци     | 483                                | 32,825                    | Чатма                 | Пейчиново      | 204                                | 22,178                    | Бурумлии              |
| Ботров         | 223                                | 16,470                    |                       | Пет кладенци   | 56                                 | 14,149                    | Беш бунар             |
| Бяла           | 6659                               | 86,862                    |                       | Полско Косово  | 956                                | 42,314                    |                       |
| Дряновец       | 586                                | 27,488                    |                       | Стърмен        | 173                                | 15,603                    |                       |
| Копривец       | 595                                | 41,907                    |                       |                |                                    |                           |                       |

## Административно-териториални промени
- Указ № 664 от 1891 г. – признава с. Бяла за гр. Бяла;
- МЗ № 2820/обн. 14 август 1934 г. – преименува с. Гьол бунар на с. Бистренци;

– преименува с. Чатма на с. Босилковци;
– преименува с. Бурумлии на с. Пейчиново;
– преименува с. Беш бунар на с. Пет кладенци;
- Указ № 107/обн. 13 март 1952 г. – преименува с. Лом Черковна на Бойка;
- Указ № 583/обн. ДВ бр.30/14 април 1981 г. – отделя с. Бойка (Лом Черковна) и землището му от община Стражица, Великотърновски окръг и го присъединява към община Бяла, Русенски окръг;
- Указ № 307/обн. 11 октомври 1991 г. – възстановява старото име на с. Бойка на с. Лом Черковна.

## Население
Численост на населението според преброяванията през годините:
| Година на преброяване | Численост |
| 1934                  | 21 427    |
| 1946                  | 22 227    |
| 1956                  | 23 059    |
| 1965                  | 22 688    |
| 1975                  | 21 655    |
| 1985                  | 20 268    |
| 1992                  | 19 348    |
| 2001                  | 17 004    |
| 2011                  | 13 467    |
| 2021                  | 10 536    |

### Етнически състав
Численост и дял на етническите групи според преброяването на населението през 2011 г., по населени места (подредени по азбучен ред):
| Населено място | Численост | Численост | Численост | Численост | Численост | Численост           | Численост     | Населено място | Дял (в %) | Дял (в %) | Дял (в %) | Дял (в %) | Дял (в %)           | Дял (в %)     |
| Населено място | Общо      | Българи   | Турци     | Цигани    | Други     | Не се самоопределят | Не отговорили | Населено място | Българи   | Турци     | Цигани    | Други     | Не се самоопределят | Не отговорили |
| Общо           | 13 467    | 10 480    | 731       | 1669      | 35        | 110                 | 442           | 100.00         | 77.81     | 5.42      | 12.39     | 0.25      | 0.81                | 3.28          |
| -------------- | --------- | --------- | --------- | --------- | --------- | ------------------- | ------------- | -------------- | --------- | --------- | --------- | --------- | ------------------- | ------------- |
| Бистренци      | 308       | 239       | 16        | 53        | 0         | 0                   | 0             | Бистренци      | 77.59     | 5.19      | 17.20     | 0.00      | 0.00                | 0.00          |
| Босилковци     | 605       | 533       | 0         | 71        |           |                     | 0             | Босилковци     | 88.09     | 0.00      | 11.73     |           |                     | 0.00          |
| Ботров         | 307       | 45        | 199       | 56        |           |                     | 5             | Ботров         | 14.65     | 64.82     | 18.24     |           |                     | 1.62          |
| Бяла           | 8457      | 6892      | 301       | 890       | 12        | 53                  | 309           | Бяла           | 81.49     | 3.55      | 10.52     | 0.14      | 0.62                | 3.65          |
| Дряновец       | 666       | 302       | 126       | 187       |           |                     | 44            | Дряновец       | 45.34     | 18.91     | 28.07     |           |                     | 6.60          |
| Копривец       | 829       | 808       | 8         | 6         |           |                     | 2             | Копривец       | 97.46     | 0.96      | 0.72      |           |                     | 0.24          |
| Лом Черковна   | 395       | 237       | 62        | 30        | 0         | 11                  | 55            | Лом Черковна   | 60.00     | 15.69     | 7.59      | 0.00      | 2.78                | 13.92         |
| Пейчиново      | 296       | 288       | 0         | 5         |           |                     | 2             | Пейчиново      | 97.29     | 0.00      | 1.68      |           |                     | 0.67          |
| Пет кладенци   | 58        | 52        | 0         | 0         | 0         | 0                   | 6             | Пет кладенци   | 89.65     | 0.00      | 0.00      | 0.00      | 0.00                | 10.34         |
| Полско Косово  | 1234      | 787       | 16        | 364       | 18        | 33                  | 16            | Полско Косово  | 63.77     | 1.29      | 29.49     | 1.45      | 2.67                | 1.29          |
| Стърмен        | 312       | 297       | 3         | 7         |           |                     | 3             | Стърмен        | 95.19     | 0.96      | 2.24      |           |                     | 0.96          |

### Вероизповедания
Численост и дял на населението по вероизповедание според преброяването на населението през 2011 г.:
|                     | Численост | Дял (в %) |
| Общо                | 13 467    | 100.00    |
| Православие         | 8193      | 60.83     |
| Католицизъм         | 45        | 0.33      |
| Протестантство      | 47        | 0.34      |
| Ислям               | 687       | 5.10      |
| Друго               | 10        | 0.07      |
| Нямат               | 1028      | 7.63      |
| Не се самоопределят | 2014      | 14.95     |
| Непоказано          | 1443      | 10.71     |

## Природни и исторически забележителности

### Град Бяла
- Беленският мост на река Янтра е построен през 1865 – 1867 г. и е украсен с барелефи. На него впоследствие е поставен голям паметник на строителя му Колю Фичето. На около 50 m от него се намира и новият мост над реката. Съоръжението е взело много жертви.
- Музеят на Освободителната руско-турска война е открит е през 1907 г. от Стоян Заимов. В двора му е и гробът на баронеса Юлия Вревская и медицинската сестра Мария Неелова. На Втория конгрес на Поборническо-опълченската корпорация през 1892 г. е взето решение да се издигне паметник на Цар Освободител Александър II и Дом на българските ветерани поборници-опълченци. За целта Върховният поборнико-опълченски комитет с председател Стоян Заимов свикал на 18 септември 1899 г. първото заседание на комитета. Взето било решение комитетът да се нарича „Цар Освободител Александър II“.

През лятото на 1901 г. Стоян Заимов, придружен от Никола Обретенов – областен управител на Русе, посетил Бяла, за да събере сведения за гибелта на Панайот Волов и другарите му и да прибере някои вещи за музея на българското възраждане и освобождение. Впечатлен от сградата и разказите на беленчани за пребиваването на Александър II в Бяла, Заимов се замислил какво да се направи с бившия харем, послужил за квартира на царя. На обяд у Ангел Крушков на станалите разисквания за бъдещето на харема – Главна квартира на Александър II по време на Освободителната война, някои от гостите предложили той да се превърне в класно училище, за „каквото бил употребен по-рано“, други – да се превърне в сиропиталище за сирачета, трети – за приют за сакати, слепи и пр. Заимов заявил на събеседниците си, че харемът на Мехмед бей ще се превърне „във военно-исторически музей“.
Харемът бил откупен от държавата през 1879 г. В продължение на десет години служил на общината за училище. След това бил изоставен и разграбен. През март 1904 г. от София идва държавна комисия по отчуждаването на околните места за парк на музея. Общинският съвет отстъпил на комитета „Цар Освободител“ мястото, на което е била построена обозната сая на общината. По-късно са отстъпени и камъните на саята, с които е построена част от оградата на музея.
По време на посещението си в Русия през декември 1901 г. – януари 1902 г. за уреждане на 25-годишнината от Шипченската епопея, Заимов споделил идеята си с военния министър генерал Куропаткин. По време на тържествата генералът уверил Заимов, че Николай II наредил да бъде отпуснато всичко необходимо за изграждане и уреждане на мавзолея в Плевен и къщите-музеи в Бяла, Плевен, Горна Студена и Пордим.
По лична заповед на Николай II били отворени военните складове, военноисторическите музеи в Петербург, арсеналите и архивите на Зимния дворец. След три месеца търсене ротмистър Ганчев успял да намери и прибере всичко, отбелязано в списъците за нуждите на военноисторическите музеи. Подаръците и бъдещите експонати били натоварени на няколко влака и придружени от военни команди, били складирани на пристанището в Одеса.
Материалите пристигат във Варна с три парахода в различно време: на 3, 9 и 18 декември 1903 г. Оръдията, лафетите, предниците, зарядните ракли, понтонни коли и части, лодки и снаряди били складирани на открито, а други – в навесите на морската част и Осми приморски пехотен полк. Военният министър генерал Савов командирова във Варна капитан Михлюзов от 5-и артилерийски полк с 20 войника да приеме и изпрати материалите до музеите. Различните манекени, картини, модели на кораби и мостове са изпратени в София и изложени в Офицерския клуб и от там изпратени по къщите-музеи. Към края на септември оградата била готова.
- Градската часовникова кула е замислена като камбанария на старата беленска църква, но никога не е изпълнявала тази роля. Завършена е през 1872 г. и струва 13 000 гроша, дадени от беленския еснаф. В долната си част тя е 3,45 m, височина на каменното тяло 9,50 m с кулата отгоре – общо 15,25 m. През 1932 година горната дървена част е заменена с железобетон. От 1906 г. до днес тя служи за градски часовник.
- Паметникът на Юлия Вревская – в центъра на града между часовниковата кула и църквата
- Паметникът на Панайот Волов – на кръстовището до Беленския мост на изхода за Русе
- Паметникът на Николай Пирогов – в началото на улица „Васил Левски“ между двете ѝ платна; построен през 1977 г. от Българския червен кръст)
- Паметникът на загиналите в Бяла руски офицери и войници – в квартал „Ханищата“, близо до двата моста над Янтра, на пътя Русе – Велико Търново
- Паметни плочи на опълченци от Бяла
- Мемориал на загиналите във войните граждани на Бяла и региона в центъра на града между пощата и читалището
- Паметникът на богинята на лова Диана в Беленската гора
- Лесопаркът е подходящо място за отдих и почивка в Беленската гора на 7 km от града, южно от изхода за Попово

### Село Копривец
Манастирът „Св. Петка“ – макар и сравнително нов (изграден през 1988 – 1989 г.), е пазител на християнския морал и ценности. Иконостасът му е изработен изцяло в духа на старите майстори. Тук се извършват обредни ритуали.

### Село Лом Черковна
Селото е заобиколено от гори, в близост има три язовира – подходящи места за лов и риболов. На територията му се намират два паметника – в парка на селото е този на партизанката Кина Василева - Бойка, а на хълма е увековечен подвигът на руските освободители.

## Транспорт
От североизток на югозапад, през централната част на общинатапреминава участък от 24,8 km от жп линията Русе – Горна Оряховица – Стара Загора – Димитровград – Подкова.
През общината преминават частично 7 пътя от Републиканската пътна мрежа на България с обща дължина 65,3 km:
- началният участък от 6,2 km от Републикански път I-3 (от km 0 до km 6,2);
- участък от 20,1 km от Републикански път I-5 (от km 45,9 до km 66,0);
- началният участък от 32 km от Републикански път II-51 (от km 0 до km 32,0);
- началният участък от 2,2 km от Републикански път II-54 (от km 0 до km 2,2);
- началният участък от 2 km от Републикански път III-514 (от km 0 до km 2,0);
- последният участък от 0,4 km от Републикански път III-4072 (от km 11,3 до km 11,7);
- началният участък от 2,4 km от Републикански път III-5101 (от km 0 до km 2,4).

## Топографски карти
- Лист от карта K-35-16. Мащаб: 1 : 100 000.